# مهرجان خادم الحرمين الشريفين للهجن
مهرجان خادم الحرمين الشريفين للهجن مهرجان رياضي عالمي سنوي أقيمت النسخة الأولى منه في 8 فبراير 2024م، ويُقام المهرجان على أرض ميدان الجنادرية في مدينة الرياض بتنظيم الاتحاد السعودي للهجن، ويتنافس المشاركون من مختلف دول العالم على جوائز تتجاوز قيمتها 70 مليون ريال سعودي.

## تاريخ المهرجان

### النسخة الأولى 2024
أقيمت النسخة الأولى في الفترة من 8 حتى 18 فبراير 2024م، وذلك بمشاركة 2087 مالك هجن بـ 6869 مطية، يمثلون سبع دول: المملكة العربية السعودية، البحرين، الإمارات، الكويت، قطر، عمان، والولايات المتحدة الأمريكية، وتنافس المشاركون على جوائز تتجاوز قيمتها 70 مليون ريال، والجوائز مقسمة على 224 شوطاً في فئات: حقايق، لقايا، جذاع، ثنايا، حيل وزمول.
كما خُصّص في هذه النسخة شوط للنساء ضمن أشواط سباق الهجانة أقيم بمشاركة 15 هجانة من تسع دول: السعودية، ألمانيا، إيران، فرنسا، الأردن، عمان، بريطانيا، اليمن، الإمارات، وتوجت الهجانة الفرنسية «كورالي هيلين فيرولود»مع المطية «فتان» بلقب هذا الشوط.

### النسخة الثانية 2025
أقيمت النسخة الثانية في الفترة من 27 يناير إلى 5 فبراير 2025م بمشاركة 15 دولة، وبجوائز مالية تتجاوز 70 مليون ريال،  وشهد إقامة 225 شوطًا، شارك فيها أكثر من 2112 مالك هجن بعدد 7300 مطية، وبلغ عدد الدول المشاركة 16 دولة بما فيها السعودية المستضيفة، وهي: الأردن، الكويت، قطر، الإمارات، البحرين، أمريكا، بولندا، الجزائر، فرنسا، الإمارات، اليمن، ألمانيا، عُمان، سويسرا، وبريطانيا.
- فازت بلقب الشوط الأول "زمول ـ عام"، المطية "الفايز" للمالك الإماراتي مانع علي الشامسي، والمضمر الإماراتي علي سعيد الزرعي وجائزة الشوط البندق والدرع.
- فازت للقب الشوط الثاني "زمول ـ مفتوح"، المطية "نهاب" المملوكة لهجن الرئاسة من الإمارات، والمضمر الإماراتي حمدان محمد المهيري وجائزة الشوط البندق والدرع.
- فازت بلقب الشوط الثالث "حيل ـ عام"، من نصيب المطية "هملوله" للمالك الإماراتي مانع علي الشامسي، والمضمر الإماراتي علي سعيد الزرعي، وجائزة الشوط السيف والدرع.
- فازت بلقب الشوط الرابع "حيل ـ مفتوح"، المطية "الوارية" المملوكة لهجن الرئاسة من الإمارات، والمضمر الإماراتي سلطان محمد الوهيبي وجائزة الشوط السيف والدرع.
- فاز السعودي عايض رفعان القحطاني بـ"سيف السعودية" عقب نجاحه في جمع 163 نقطة، وحصل على مبلغ ثلاثة ملايين ريال، وفاز مالك الهجن القطري جابر سالم المري بالمركز الثاني، وحصل على مبلغ مليون ريال، كما فاز المالك الإماراتي حمد نهيان العامري بالمركز الثالث وحصل على مبلغ 500 ألف ريال.[13]